# Adam Kokoszka
Adam Kokoszka (pronunție în poloneză [ˈadam kɔˈkɔʂka], n. 6 octombrie 1986 în Andrychow) este un fotbalist polonez fotbalist care joacă pe postul de fundaș central pentru Śląsk Wrocław.

## Cariera la club
A debutat la Wisła Cracovia pe 4 august 2006 împotriva echipei Arka Gdynia.
La 28 iulie 2008 a semnat un contract pe cinci ani cu Empoli, folosindu-se de regula Webster  pentru a pleca de la Wisla. Wisla a contestat contractul la FIFA  dar în octombrie FIFA i-a dat undă verde să joace pentru Empoli. El a debutat pentru noul său club pe 28 octombrie în victoria cu scorul 4-0 obținută în fața celor de la US Sassuolo Calcio.
Pe 19 ianuarie 2011, Kokoszka a fost împrumutat la Polonia Warszawa pentru tot returul sezonului.
În iulie 2014, Kokoszka a semnat un contract pe trei ani cu FC Torpedo Moscova. În aprilie 2015, Kokoszka a plecat de la Torpedo Moscova după ce nu a fost plătit de către club timp de patru luni.

## Carieră la națională
Deși a jucat în puține meciuri la echipa sa de club, el a fost observat de către selecționerul Leo Beenhakker și a debutat pentru Echipa națională de fotbal a Poloniei într-un amical la Emiratele Arabe Unite pe data de 6 decembrie 2006. În următorul meci amical împotriva Estoniei a marcat primul său gol pentru Polonia. El a fost chemat pentru Euro 2008 și a jucat în ultimul meci din grupă al Polonia cu Croației. Pe 2 februarie 2008 a marcat singurul gol din victoria obținută în fața Finlandei la Cipru.

## Legături externe
- Adam Kokoszka la 90minut.pl pl
- Statistici[nefuncțională]
 pe site-ul Asociației Poloneze de Fotbal (poloneză)